# TT100
La tumba tebana TT100 se encuentra en el Valle de los Nobles de Sheij Abd el-Qurna, formando parte de la necrópolis tebana, en la orilla occidental del Nilo, frente a Luxor. Es la capilla funeraria, ricamente decorada, del antiguo gobernador de la ciudad (Tebas) y chaty egipcio Rejmira que vivió durante los reinados de Tutmosis III y Amenhotep II.

## Situación de la tumba
La zona está destinada a los enterramientos de nobles y funcionarios vinculados a las casas gobernantes, especialmente del Imperio Nuevo. Fue explotada, como necrópolis, desde el Reino Antiguo y, posteriormente, hasta época saíta (con la dinastía XXVI) y ptolemaica.
La tumba se encuentra excavada en la roca, en la ladera sureste del recinto superior de Sheij Abd el-Qurna, un poco por debajo de la tumba de Sennefer (TT96).

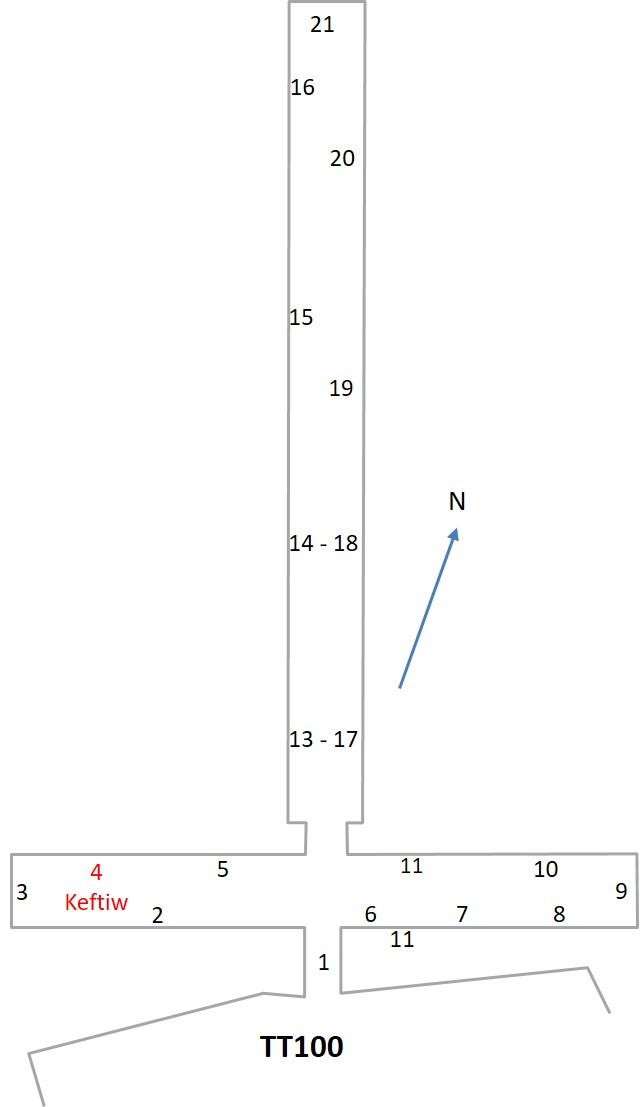
Planta de la TT100 en forma de T invertida.

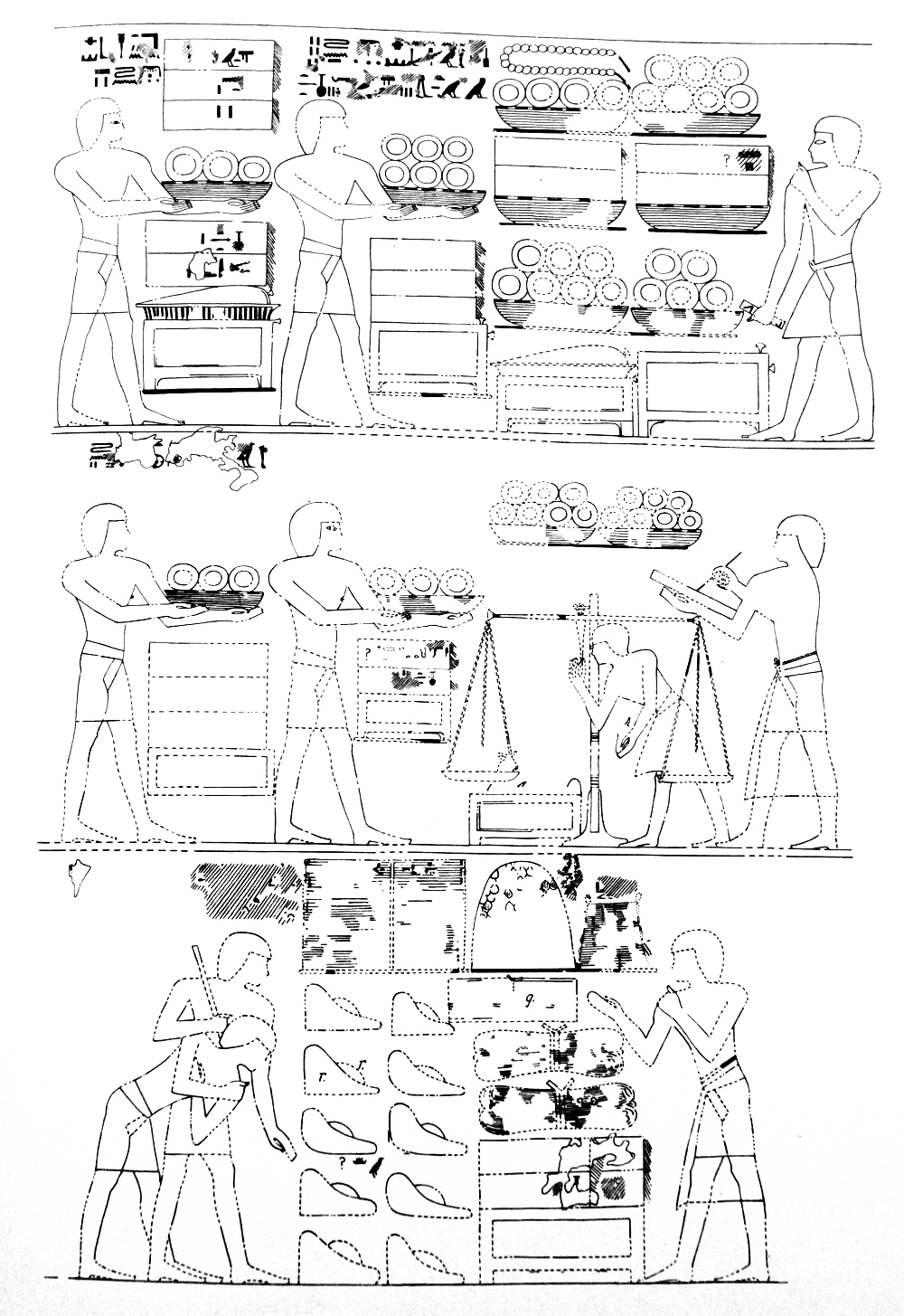
Representación de recaudación de impuestos en la sala transversal.

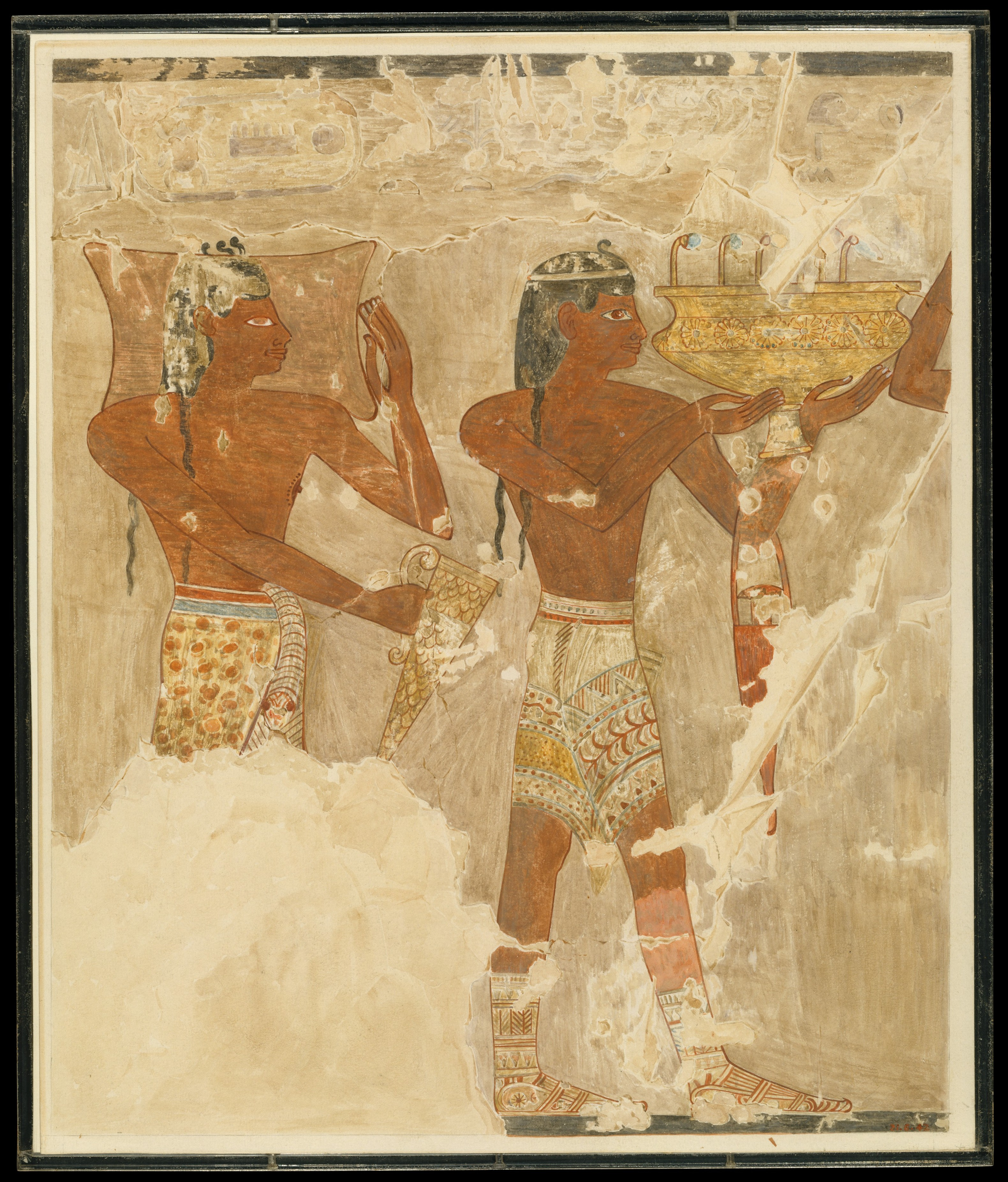
Caftoritas trayendo regalos a Egipto.

| r · Aa1 · Y1 | mi | N5 · Z1 |

| r · Aa1 · Y1 | mi | N5 · Z1 |

## Tumba
La importancia de Rejmira se observa en la asunción de los dos cargos: gobernador de la ciudad y chaty entre el año XXVIII y el XXIV del reinado de Tutmosis III y continuó a principios del de su sucesor Amenhotep II. Antes de él sólo otros dos nobles poseyeron los dos cargos: su abuelo Ahmose Ametu (titular de la TT83), y su tío User (tumbas TT61 y TT131). De ahí viene que fuese la tumba privada más grande de la dinastía XVIII en la necrópolis tebana. 
Presenta un conjunto de pinturas murales entre las mejor conservadas y las más grandes de la necrópolis tebana, se desarrolla planimétricamente según una estructura simple en forma de 'T' invertida típica de la época. Una peculiaridad la hace también única en la zona: desde la sala transversal (de unos 21 m de ancho, 2,30 de fondo y 3,30 de alto) parte un corredor perpendicular al anterior, de poco más de 2 m de ancho, y casi 27 m de largo, cuya techo, a partir de 3,30 m de la entrada, se eleva progresivamente hasta alcanzar, al final del pasillo, la considerable altura de más de 8 m. Artísticamente, casi toda la tumba está cubierta de pinturas realizadas generalmente en varios registros superpuestos, lo que parece multiplicar el ya considerable número de escenas representadas.
En su dilatada historia, la TT100 estuvo sometida a varias incidencias: durante el reinado de Amenhotep II las imágenes de Rejmira, su esposa Merit y sus hijos fueron deterioradas (damnatio memoriae). Donde eran fácilmente accesibles fueron removidas completamente cubriendo las "siluetas" restantes con color rojo, en otros casos solo la cara estaba machacada. Sin embargo, se cree que Rejmira nunca fue enterrado en lo que, debe haber sido solo la capilla funeraria, un lugar de enterramiento que, hasta la fecha, no parece haber sido descubierto todavía. Una nueva intervención contra las pinturas murales tuvo lugar unos 100 años después, durante el reinado de Ajenatón, como consecuencia de la herejía amarniense, con la eliminación de los símbolos relacionados con el dios Amón. Otros daños fueron causados a la tumba a lo largo de los siglos, incluida la apertura de un nuevo acceso en la fachada por parte de los lugareños que la convirtieron en su hogar, dañando gravemente el texto autobiográfico conocido como Los deberes del chaty que se encontraba en la pared. A su uso como vivienda y establo. hay que sumar las infiltraciones de agua, el hollín de los incendios, animales retenidos allí o excrementos de murciélago.
Los primeros relieves de las pinturas murales se deben a Robert Hay en 1832, seguidos de otras operaciones de copia de relieves y pinturas realizadas por muchos otros egiptólogos como George Alexander Hoskins, Frédéric Cailliaud, John Gardner Wilkinson o Émile Prisse d'Avennes. Solo desde 1889 se  protegió la tumba con la colocación de una puerta de hierro. En 1906, el Museo Metropolitano de Nueva York dispuso que Norman y Nina de Garis Davies y el fotógrafo Harry Burton completaran los relieves. El trabajo duró hasta 1940 y resultó en la publicación de "The tomb of rekh-mi-Re at Thebes" en dos volúmenes, en 1944.

### Entrada y sala transversal

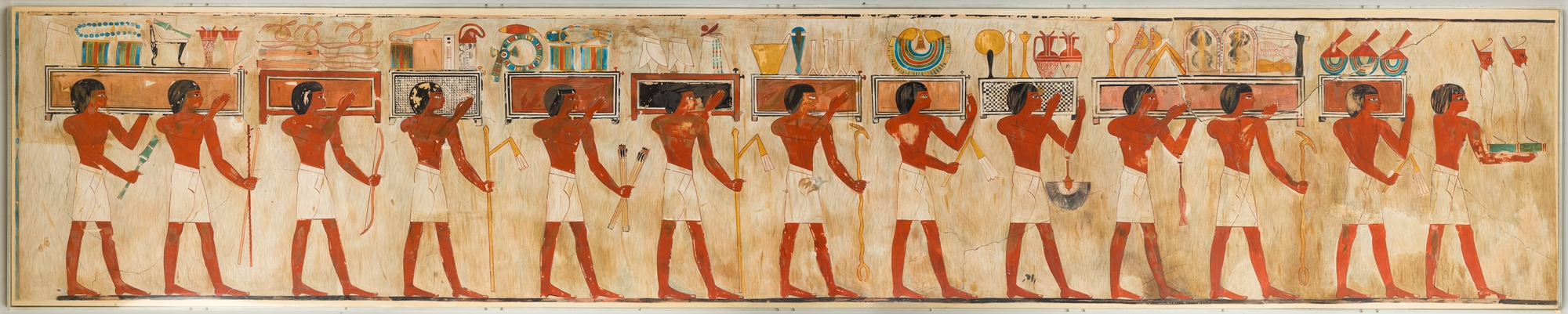
Portadores de ofrendas en procesión funeraria.

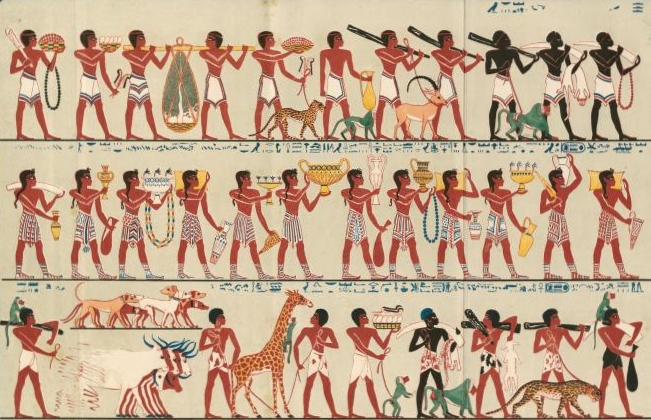
Escena de tributos.

En la roca se talló un patio abierto donde se sitúa la fachada de la tumba. En el centro, un pequeño corredor (1) con textos de ofrendas, conduce a una sala transversal alargada. Sobre dos registros superpuestos (2) el difunto, bajo cuya silla se esconden unos gansos, pasa revista a cinco filas de oficiales, dos mensajeros y algunos asistentes, con textos que explican las funciones del chaty (la llamada estela de los 'deberes del chaty'). Se representa otras escenas de recaudación de impuestos y el registro de productos del Alto Egipto, incluido el ganado y el oro (que se pesa), así como monos, palomas, miel y cabras. 
Le siguen (3) textos autobiográficos y (4), en cinco registros superpuestos, las llamadas procesiones tributarias de extranjeros, incluyendo a los caftoritas que ofrecen jarrones decorados, los nubios están representados con animales como leopardos, jirafas, ganado y otros, los sirios ofrecen tributos que incluyen carros, caballos, un oso y un elefante. No lejos (5) el difunto, en su cargo de chaty, ante Tutmosis III; el difunto (6) inspecciona el pago de impuestos y productos del Bajo Egipto, incluyendo miel, trigo, oro y hombres con toros, terneros y cabras. 
Sigue (7) el difunto que, en cinco registros superpuestos, inspecciona los suministros del templo y los trabajadores, las estatuas del rey y los ajuares funerarios. También hay fragmentos de escenas de preparación y cocción de alimentos y de elaboración de cerveza. Sobre cinco registros superpuestos (8) inspecciona el censo del ganado, el cómputo de la cosecha, el transporte del grano, la captura de animales, el arado, la siembra y la cosecha. 
En uno de los lados cortos (9), y en dos registros, el hijo Menjeperreseneb y, sentados, el chaty Ametu, abuelo del difunto y su tío User, también chaty; ambos acompañados de sus respectivas esposas, ante el difunto y su esposa Merit a su vez sentados; sigue una escena similar con los hijos Amenhotep, Neferueben y Baki, con sus respectivas esposas. Le siguen (10) escenas de inspección de productos de las tierras del delta nilótico con la captura de animales, incluidos oryx, toros salvajes, cabras montesas, hienas y pollos, pesca y preparación de las capturas; fragmentos (11) de dos escenas del difunto cazando toros salvajes, hienas, avestruces y pájaros volando sobre papiros en un pantano del desierto.

### Sala corredor

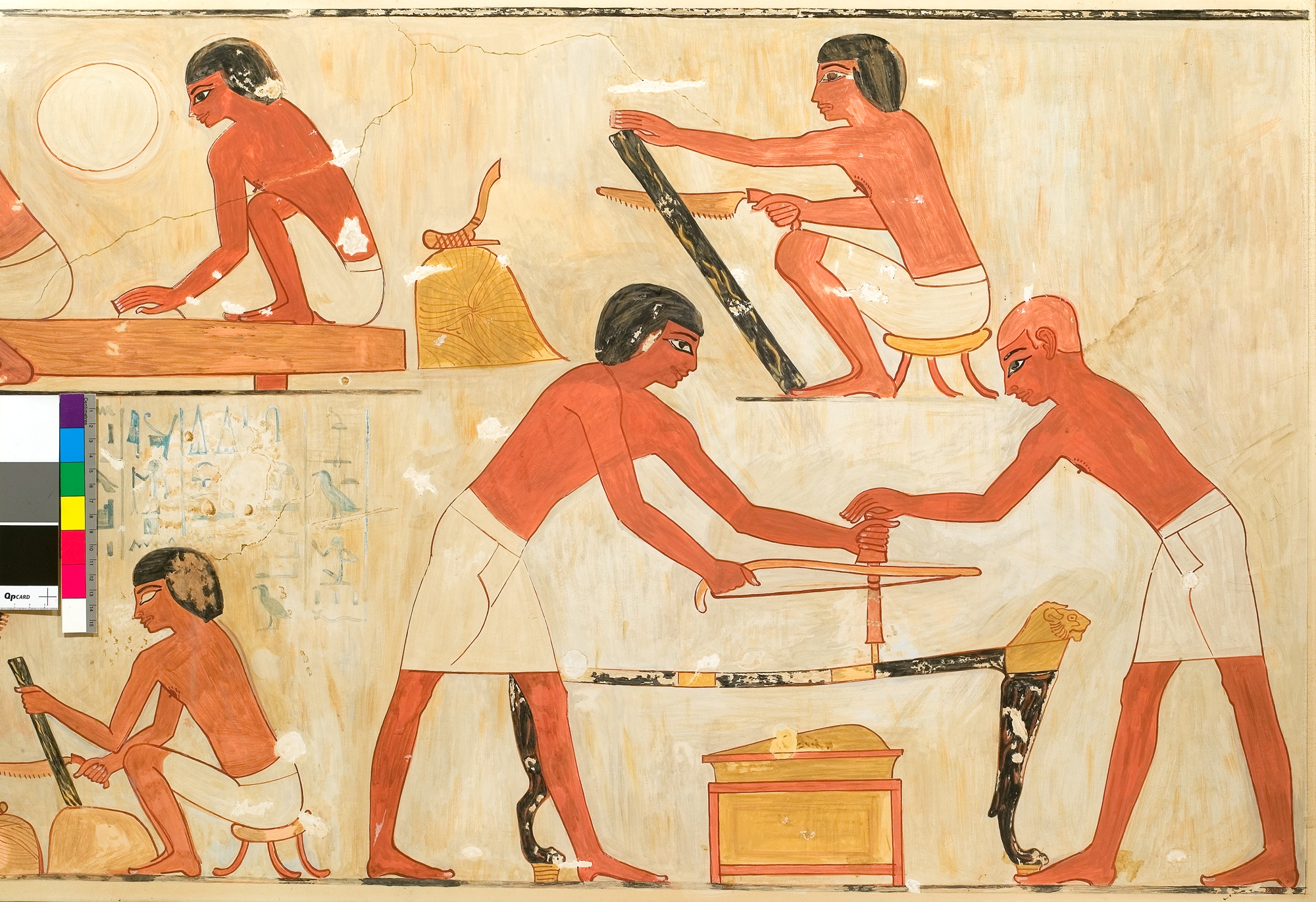
Carpinteros trabajando.

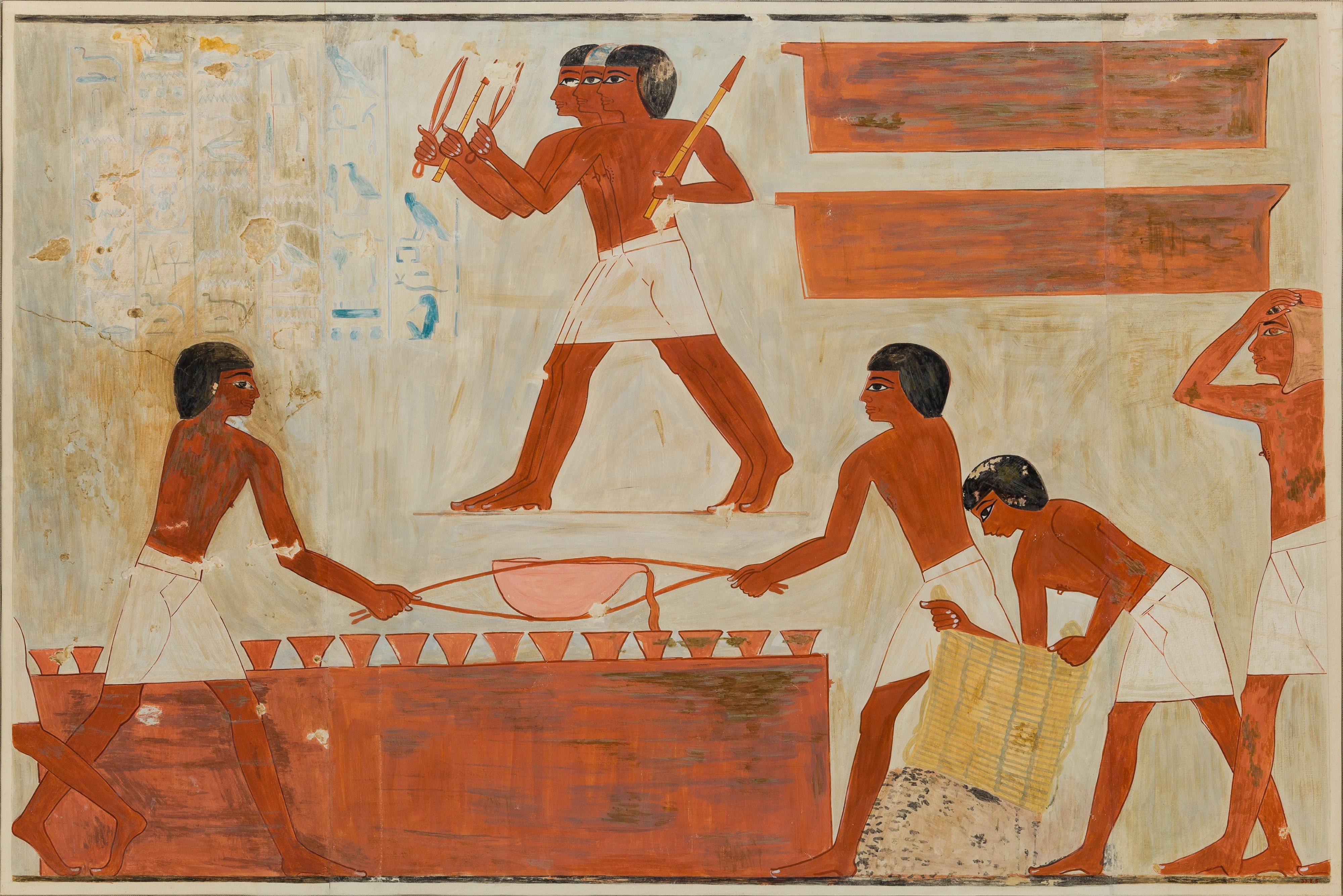
Fundición de metales.

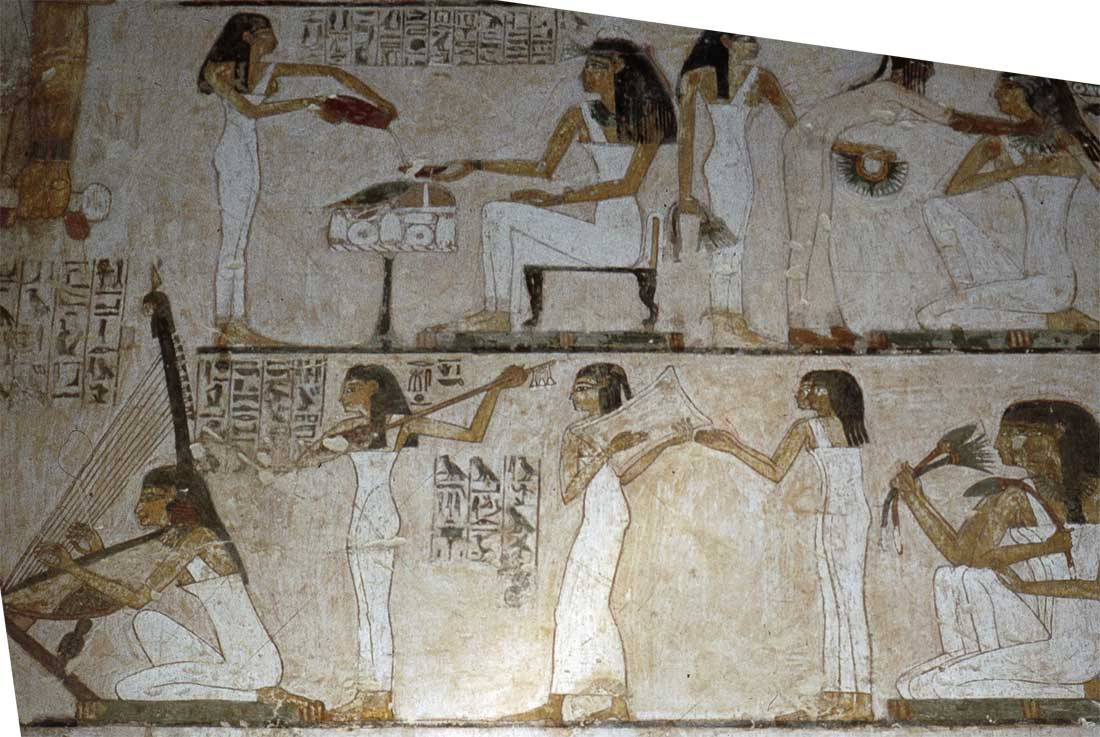
Salón de mujeres y músicas.

Un corto corredor (12), en cuyos muros hay textos sagrados y de ofrendas, da acceso a una cámara larga pero no especialmente ancha, perpendicular a la anterior. En las paredes: en seis registros superpuestos (13) la recogida y preparación de provisiones para el templo de Amón en presencia del difunto y sus asistentes; la entrega de raciones a los sirvientes del templo; registro de trigo; pesaje de habas, preparación de tortas y recolección de miel; transporte de productos de Jariyá, Punt y el Delta, incluidos vino, papiro, miel, nueces y monos; distribución de ungüentos y paños, prisioneros hititas, sirios y nubios, con mujeres y niños; balas de tela; ganado. 
No muy lejos (14), en ocho registros superpuestos, varios trabajos en presencia del difunto y sus ayudantes: artesanos de cerámica, joyeros, curtidores, carpinteros, cordeleros, herreros, pesadores de oro, fabricantes de ladrillos nubios y sirios, escultores que tallan estatuas colosales, cargadores de piedras, barcos de carga, hombres que decoran edificios, equipos de hombres, dirigidos por superintendentes, registrados por escribas. El siguiente relieve (15) se desarrolla en diez registros superpuestos con el cortejo fúnebre (se representan 68 episodios distintos), ataúdes y ritos funerarios en el jardín de Osiris, cortejo hacia Anubis con transporte de ajuar funerario incluyendo estatuillas del rey y escenas de la peregrinación a Abidos con danzantes y dos sacerdotes purificadores, ritos ante un altar con la quema de ofrendas. La siguiente pintura (16) representa a los hijos Menjeperreseneb, Amenhotep y Meri en ofrenda al difunto y a su madre Merit, mientras que el hijo Senusert presenta una lista de ofrendas.
En la pared opuesta (17), en dos registros un hijo, asistido por dos familiares, ofrece flores al difunto a su regreso de una misión a Het-Sejem que le había sido encomendada por Amenhotep II; el difunto, asistido por ayudantes, recibe a funcionarios y solicitantes. En ocho registros (18) un banquete con hijas que ofrecen sistros y flores al difunto y su esposa, invitados, músicos que incluyen laúd, pandereta, arpa y castañuelas. Siguen (19) ritos sobre la estatua del difunto (para un total de 50 episodios representados), incluido el transporte de la estatua por parte de nueve sacerdotes en presencia de un sacerdote sem; preparación de provisiones en presencia del difunto, así como barcas en un lago. En cuatro registros (20) los hijos Amenhotep, Senusert y Menjeperreseneb ante el difunto y la madre, mientras otro hermano trae la lista de ofrendas. En la pared del fondo (21) un nicho sobre tres registros, el difunto arrodillado ante Osiris con textos de ofrendas, el hijo Menjeperreseneb ante el difunto y su madre y una falsa puerta con textos (ahora en el Museo del Louvre, cat. 042007 06).